# Philipp Schobesberger
Philipp Schobesberger (* 10. Dezember 1993 in Linz) ist ein österreichischer Fußballspieler auf der Position eines Mittelfeldspielers.

## Karriere

### Verein
Schobesberger war in seiner Jugend bei SK Admira Linz, SV Pasching und LASK Linz unter Vertrag von welchen er zwischen 2010 und 2011 an den UFC Eferding in der OÖ Liga verliehen wurde. 2011 wechselte er zum FC Pasching, wo er in den Saisonen 2011/12 sowie 2012/13 in der Regionalliga Mitte spielte. Er kam in seiner ersten Regionalliga-Saison auf 25 Einsätze und erzielte dabei drei Tore. In der Saison 2012/13 kam er bei 30 Pflichtspielen auf 28 Einsätze und sechs Tore. Außerdem spielte er in allen Cupspielen des FC Pasching im ÖFB-Cup 2012/13 und wurde mit seiner Mannschaft am 30. Mai 2013 Sieger des ÖFB-Cupfinales. Nachdem der Vertrag von Schobesberger bei Pasching ursprünglich mit der Saison 2012/13 geendet hatte, wurde er nach dem Cupfinale mit einem Wechsel zum SK Sturm bzw. dem FC Liefering in Zusammenhang gebracht. Trotzdem verlängerte Schobesberger bis längstens 2015 bei Pasching und kündigte im Jänner 2014 seinen Wechsel zum SK Sturm an. Letztlich unterschrieb er Ende März 2014 jedoch einen Vertrag bis 2017 beim SK Rapid. Da die Paschinger auf einen Aufstieg in die „Erste Liga“ verzichteten, verlängerte sich Schobesbergers Vertrag nicht, weshalb Rapid für Schobesberger lediglich eine Ausbildungsentschädigung von knapp 20.000 Euro bezahlen musste.
In Wien konnte er sich im Profifußball etablieren, in seiner ersten Saison kam er zu 27 Einsätzen in der Bundesliga, in denen er acht Tore erzielte. In der Saison 2015/16 kam er zu 33 Einsätzen für die Rapidler. Mit einem Doppelpack in der UEFA Europa League bei einem 2:1-Sieg gegen Viktoria Pilsen erreichte er Kultstatus in Wien, zumal er den Siegtreffer zum 2:1-Endstand unabsichtlich im Fallen erzielte. Im August 2016 verletzte sich der Offensivspieler dann erstmals schwerer am Knie, es sollte die erste von vielen Verletzungen in seiner Rapid-Zeit werden. Nach seiner Genesung im November 2016 fiel er prompt direkt wieder ab Monatsende mit einem Ödem aus, durch die beiden Verletzungen kam er nur fünfmal zum Einsatz in der Saison 2016/17. In der Saison 2017/18 war der Flügelstürmer wieder fit und kam zu 30 Einsätzen, in denen er fünf Tore erzielte. In jener Saison wurde Schobesberger zudem zum Nationalspieler und verlängerte seinen Vertrag im November 2017 in Wien bis Juni 2022.
Im Juni 2018 musste er an der Hüfte operiert werden, woraufhin er den Start der Saison 2018/19 verpasste. Sein Comeback gab er fünf Monate später im November 2018. Bis Saisonende kam er noch zu 17 Bundesligaeinsätzen für die Wiener. In der Saison 2019/20 kam er elfmal zum Einsatz, ehe er sich im November 2019 das Kreuzband riss. Sein Comeback gab Schobesberger fast eineinhalb Jahre später im März 2021 in der 2. Liga in der zweiten Mannschaft von Rapid. Seine Rückkehr dauerte jedoch nur 18. Minuten, ehe sich der Offensivspieler eine Verletzung am Oberschenkel zuzog, die ihm den Rest der Saison kostete. Im August 2021 gab er dann er wieder sein Comeback, erneut bei Rapid II. Im Februar 2022 kam er dann auch erstmals seit 2019 wieder für die Bundesligamannschaft zum Zug. Dieser Comeback-Versuch dauerte jedoch nur knapp eineinhalb Monate, ehe er sich Anfang April 2022 erneut am Oberschenkel verletzte. Daraufhin musste Schobesberger wieder bei Rapid II von vorne beginnen.
Im Mai 2022 wurde dann bekanntgegeben, dass Schobesbergers auslaufender Vertrag in der Hauptstadt nicht verlängert wird und er den Klub nach der Saison 2021/22 nach acht Jahren verlässt. Nachdem er in der regulären Transferphase keinen neuen Klub gefunden hatte, wechselte der Offensivspieler im September 2022 zum Zweitligisten SKU Amstetten, bei dem er einen bis Juni 2023 laufenden Vertrag erhielt. Für den SKU kam er neunmal in der 2. Liga zum Einsatz, ehe Mitte Jänner 2023 sein Vertrag wieder aufgelöst wurde.
Anschließend wechselte er im Februar 2023 zum viertklassigen ASKÖ Oedt. Für Oedt absolvierte er sechs Partien in der OÖ Liga. Zur Saison 2023/24 schloss Schobesberger sich dem Regionalligisten SC Wiener Viktoria an.

### Nationalmannschaft
Am 26. Mai 2015 wurde er erstmals in den Kader der A-Nationalmannschaft berufen. Sein Debüt im Nationalteam gab er am 9. Oktober 2017, als er im WM-Qualifikationsspiel gegen Moldawien in der 81. Minute für Marko Arnautović eingewechselt wurde.

## Erfolge
- Österreichischer Cupsieger 2013

## Sonstiges
Im Juli 2014 zog sich Schobesberger einen Riss im äußeren Meniskus am rechten Knie zu.
Neben seiner Fußball-Karriere besuchte Schobesberger das Gymnasium. In einem Interview gab er bekannt, falls sein Ziel, einen Profivertrag zu erreichen, nicht Wirklichkeit werden sollte, Sport studieren zu wollen.